# Hwajeong
Hwajeong (hangul: 화정, hancha: 華政) – południowokoreański serial telewizyjny emitowany na antenie MBC. Serial był emitowany od 13 kwietnia do 29 października 2015 roku, w poniedziałki i wtorki o 22:00, liczy 50 odcinków. Według Nielsen Korea odcinek 2 osiągnął najwyższą oglądalność (11,8%), a według TNMS odcinek 18 (11,0%). Główne role odgrywają w nim Cha Seung-won, Lee Yeon-hee, Kim Jae-won, Seo Kang-joon, Han Joo-wan i Jo Sung-ha.
Koreański tytuł Hwajeong jest skrótem od Hwaryeohan jeongchi (kor. 화려한 정치). Serial kręcony był na planie Dae Jang-geum Park.

## Opis fabuły
Książę Gwanghae, syn konkubiny i drugi dziedzic w kolejce do tronu, w swojej żądzy władzy przywłaszcza sobie koronę. Gwanghae skazuje na śmierć faworyzowanego prawowitego syna i wypędza z pałacu swoją przyrodnią siostrę, księżniczkę Jeongmyeong. Taka sytuacja nie podoba się frakcji Seoin, która go detronizuje, a panowanie powierza królowi Injo. Wygnana z pałacu Jeongmyeong żyje jako zwykła osoba w przebraniu mężczyzny, planując zemstę.

## Obsada
- Cha Seung-won jako Yi Hon/książę Gwanghae
  - Lee Tae-hwan jako nastoletni Hon
- Lee Yeon-hee jako księżniczka Jeongmyeong
  - Jung Chan-bi jako nastoletnia Jeongmyeong
  - Heo Jung-eun jako młoda Jeongmyeong
- Kim Jae-won jako książę Neungyang
- Seo Kang-joon jako Hong Joo-won
  - Yoon Chan-young jako teenage Joo-won
  - Choi Kwon-soo jako young Joo-won
- Han Joo-wan jako Kang In-woo
  - Ahn Do-gyu jako nastoletni In-woo
  - Lee Tae-woo jako młody In-woo
- Gong Myung jako Ja Kyung
  - Kang Chan-hee jako młody Ja Kyung
- Jo Sung-ha jako Kang Joo-sun
- Shin Eun-jung jako królowa Inmok
- Kim Min-seo jako Jo Yeo-jeong/Małżonka Jo
- Jeon Jin-seo jako Wielki Książę Yeongchang
- Choi Jong-hwan jako książę Imhae
- Jang Seung-jo jako książę Jeongwon
- Kim Gyu-sun jako księżniczka Jeonghye
- Park Yeong-gyu jako król Seonjo
- Kim Yeo-jin jako Kim Gae-shi
- Jung Woong-in jako Yi Icheom
- Um Hyo-sup jako Hong Yeong
- Kang Moon-young jako Pani Yoon
- Kim Chang-wan jako Yi Won-ik
- Han Myung-koo jako Chung In-hong
- Lee Sung-min jako Yi Duk-hyung
  - Nam Da-reum jako młody Duk-hyung
- Kim Seung-wook jako Yi Hang-bok
- Yoo Seung-mok jako Yu Hui-bun
- Park Won-sang jako Jang Bong-soo
- Kim Kwang-kyu jako Yi Yeong-bu
- Kwak Dong-yeon jako Yi Ui-rip
- Jo Jae-ryong jako Bang Geun
- Lee Seung-hyung jako Yi Seo
- Hwang Young-hee jako Ok-joo
- Baek Su-ryeon jako Soo Ryun-gae
- Lee Jae-gu jako Sang Sun
- Kim Ki-bang jako Gu-bok
- Kim Kyu-chul
- Kang Shin-il
- Hyun Seung-min jako Eun-Seol

## Nagrody i nominacje
| Rok  | Nagroda                                  | Kategoria                                              | Nominowany    | Wynik     |
| ---- | ---------------------------------------- | ------------------------------------------------------ | ------------- | --------- |
| 2015 | 8. Korea Drama Awards                    | Wielka nagroda (Daesang)                               | Cha Seung-won | Nominacja |
| 2015 | 8. Korea Drama Awards                    | Excellence Award, Actor                                | Seo Kang-joon | Nominacja |
| 2015 | 8. Korea Drama Awards                    | Hot Star Award                                         | Seo Kang-joon | Wygrana   |
| 2015 | 4. APAN Star Awards                      | Top Excellence Award, Actor in a Serial Drama          | Cha Seung-won | Nominacja |
| 2015 | 23rd Korea Cultural Entertainment Awards | Best Actor Award, Drama                                | Kim Jaewon    | Wygrana   |
| 2015 | 34. MBC Drama Awards                     | Wielka nagroda (Daesang)                               | Cha Seung-won | Nominacja |
| 2015 | 34. MBC Drama Awards                     | Top Excellence Award, Actor in a Special Project Drama | Cha Seung-won | Nominacja |
| 2015 | 34. MBC Drama Awards                     | Excellence Award, Actor in a Special Project Drama     | Kim Jaewon    | Nominacja |
| 2015 | 34. MBC Drama Awards                     | Excellence Award, Actress in a Special Project Drama   | Lee Yeon-hee  | Nominacja |
| 2015 | 34. MBC Drama Awards                     | Best Supporting Actor in a Special Project Drama       | Jung Woong-in | Nominacja |
| 2015 | 34. MBC Drama Awards                     | Best New Actor in a Special Project Drama              | Seo Kang-joon | Nominacja |
| 2015 | 34. MBC Drama Awards                     | Top 10 Stars Award                                     | Cha Seung-won | Wygrana   |